# Santo Tomás (Peru)
Santo Tomás – miasto w Peru, w regionie Cuzco, stolica prowincji Chumbivilcas. W 2008 liczyło 9 461 mieszkańców.